# Symmachia arcuata
Symmachia arcuata is een vlindersoort uit de familie van de prachtvlinders (Riodinidae), onderfamilie Riodininae.
Symmachia arcuata werd in 1867 beschreven door Hewitson.